# Paul V.

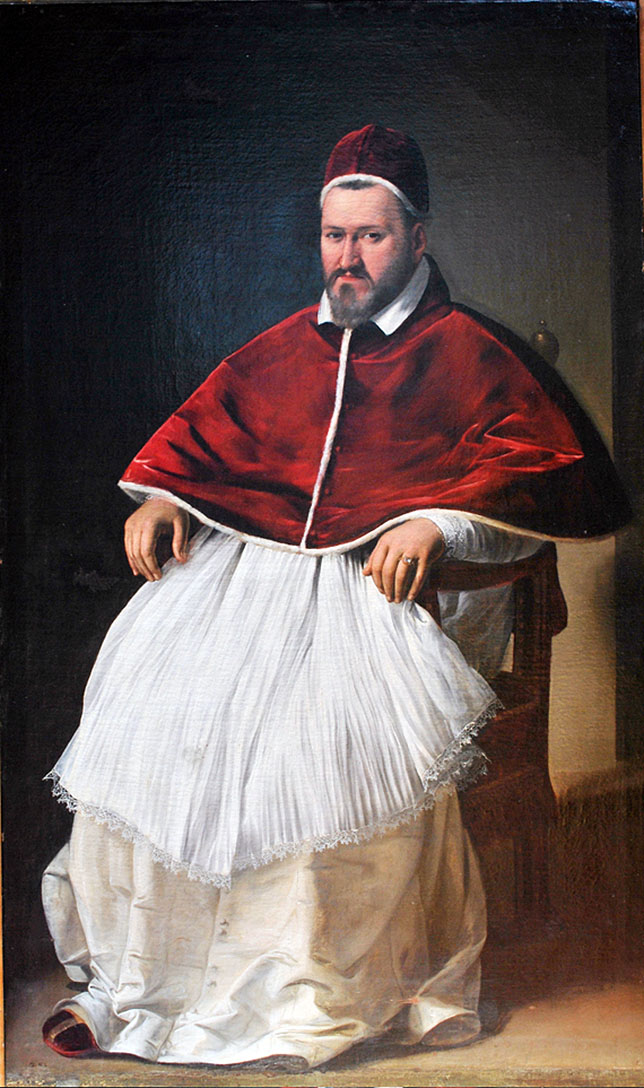
Paul V. auf einem Gemälde von Michelangelo Merisi da Caravaggio, ca. 1606

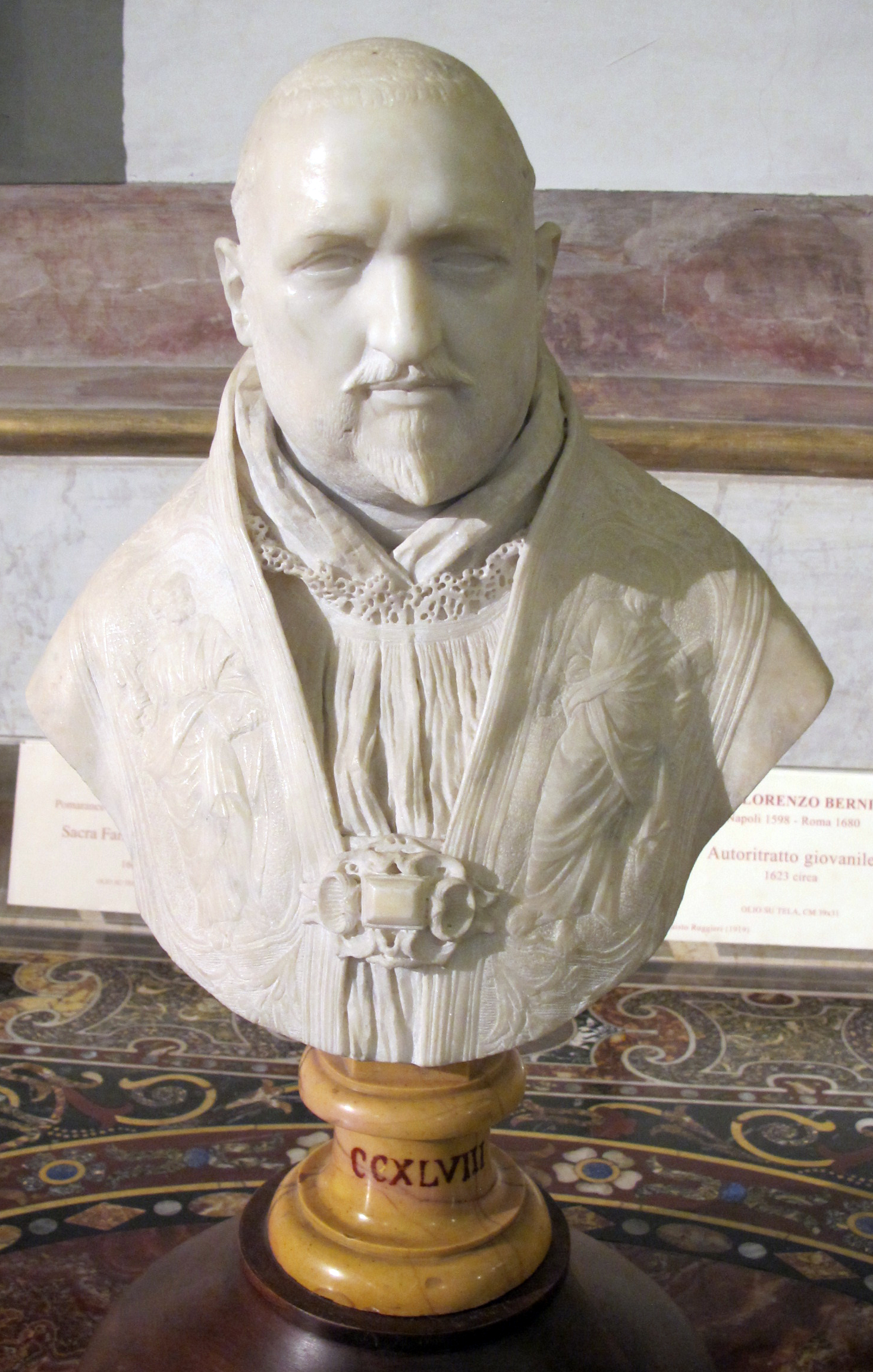
Büste Pauls V. von Gian Lorenzo Bernini

Unterschrift des Papstes

Paul V. (* 17. September 1552 in Rom; † 28. Januar 1621 ebenda), gebürtig Camillo Borghese, war von 1605 bis 1621 Papst der römisch-katholischen Kirche. Er ist, wie Clemens VIII., in der von ihm gestalteten Cappella Paolina der Basilika Santa Maria Maggiore bestattet, die das römische Gnadenbild Salus populi Romani beherbergt, das dem sogenannten Lukasbild nachempfunden ist.

## Familie

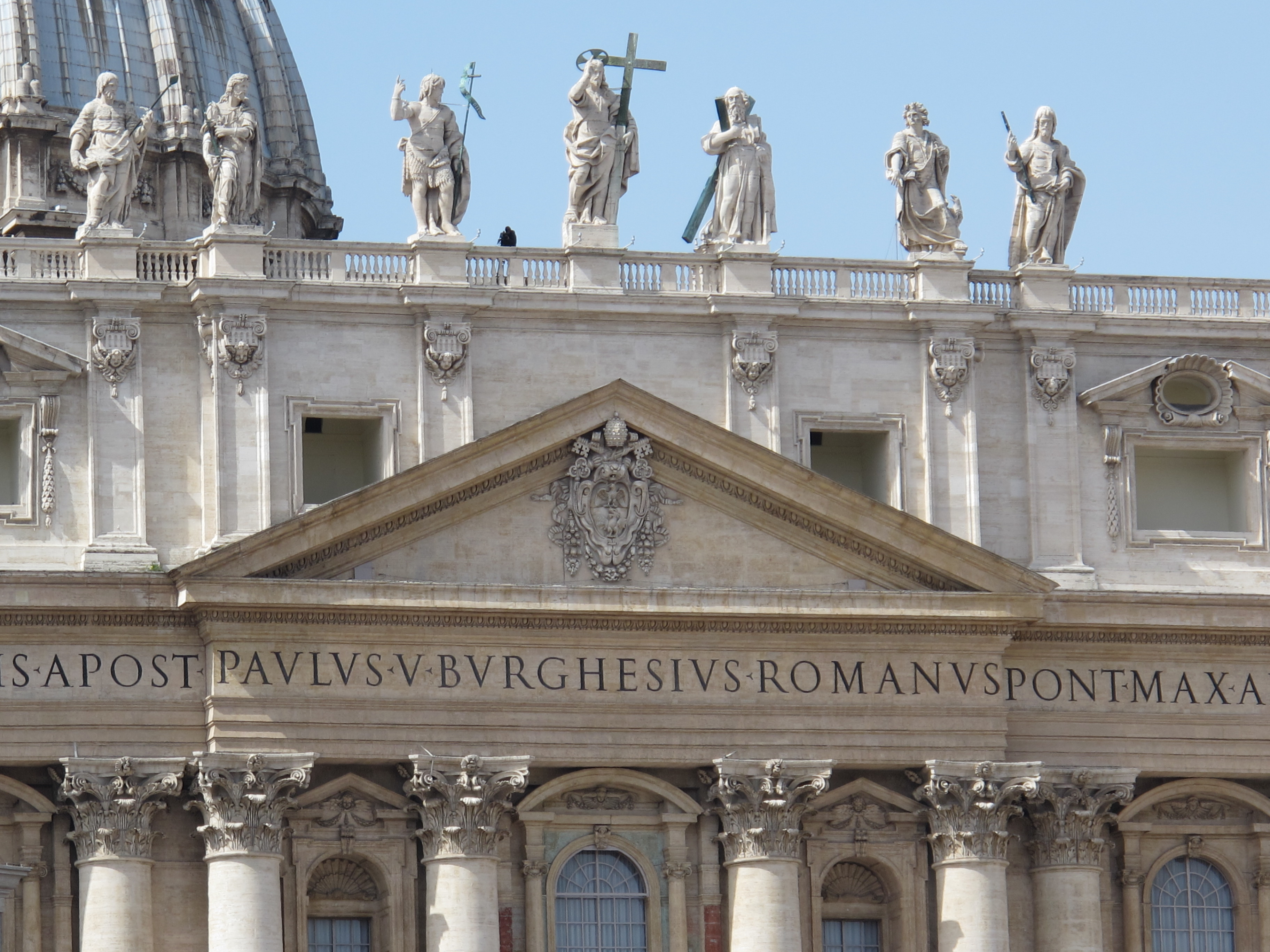
Das Borghese-Wappen als Papstwappen mit der Inschrift PAVLVS V. BVRGHESIVS über dem Portikus des Petersdoms in Rom

Camillo Borghese war der Sohn von Graf Marcantonio Borghese aus Siena, der 1541 mit seiner Familie nach Rom umsiedelte und Jurist an der römischen Kurie war.
Er war das älteste von sieben Kindern, wovon drei vor seiner Wahl zum Papst verstarben. Sein Bruder Francesco (1556–1620) war Graf von Rignano und General der Päpstlichen Armee. Ein weiterer Bruder Giovanni Battista (Giambattista Borghese 1554–1609) war Gouverneur von Borgo und Kastellan der Engelsburg. Der Sohn aus der Ehe seiner Schwester Ortensia mit Francesco Caffarelli, der spätere einflussreiche Kardinal Scipione Caffarelli Borghese, wurde von ihm adoptiert, damit dieser den Familiennamen Borghese tragen durfte.

## Leben
Camillo Borghese studierte Jura und Philosophie, bevor er in den Dienst der Kurie eintrat. Am 5. Juni 1596 erhob ihn Papst Clemens VIII. zum Kardinalpriester mit der Titelkirche Sant’Eusebio. 1599 wechselte er zur Titelkirche Santi Giovanni e Paolo. 1597 wurde er residierender Bischof von Jesi und erhielt 1602 zur römische Titelkirche San Crisogono. Im folgenden Jahr 1603 wurde er zudem Kardinalvikar von Rom und Inquisitor. 1604 erwarb er den Palazzo Borghese, den er mit Beginn seines Pontifikats seinen Brüdern überließ, die ihn zu einem der prächtigsten Stadtpaläste Roms erweiterten.

## Pontifikat
Am 16. Mai 1605, nach dem Tode des nur 26 Tage regierenden Leo XI., wählte ihn das Konklave zum neuen Papst. Kardinal Borghese hatte bereits Chancen auf die direkte Nachfolge Clemens’ VIII. gehabt, galt aber noch als zu jung. Nach dem raschen Tod des Medici-Vorgängers einigte man sich auf ihn als Hoffnungsträger.
Seinen Papstnamen wählte er in Erinnerung an Paul III., den Förderer seiner Familie. Nach der Wahl ernannte er als sogenannten Kardinalnepoten seinen Neffen Scipione Caffarelli Borghese zum Kardinal und Kardinalstaatssekretär. Durch die Erringung des Papstamtes schloss die Familie Borghese zu den alten römischen Adelsfamilien Colonna und Orsini auf und überholte sie bald in Bezug auf das Familienvermögen.
Während seines Pontifikats wurde die bekannte Villa Borghese angelegt, in der sich auch eine von Gian Lorenzo Bernini geschaffene Büste des Papstes befindet. Gleich zu Beginn seines Pontifikats kam es zu einem Konflikt mit der Republik Venedig. Venedig hatte ein Gesetz erlassen, das verbot, Immobilien an die Kirche zu veräußern, und das gleichzeitig den Klerus unter die Rechtsprechung der Republik stellte. Paul V. verhängte daraufhin den Kirchenbann über den Senat der Republik und das Interdikt über die ganze Republik. Im Jahr 1607 überlebte Paul V. ein Attentat. Zu Beginn des Dreißigjährigen Krieges unterstützte er die katholische Liga unter der Führung von Herzog Maximilian von Bayern finanziell. Er förderte die Wirtschaft im Kirchenstaat und ließ das antike Aquädukt Aqua Traiana, das Wasser von Quellen in den Sabatiner Bergen nach Rom leitete, nach über tausend Jahren Unterbrechung wiederherstellen, wodurch Trastevere und der Vatikan wieder mit Wasser versorgt werden konnten. Die nach ihm benannte Acqua Paola mündet in einen frühbarocken Prachtbrunnen, die Fontana Paola. 1605 gründete er die päpstliche Bank Banco di Santo Spirito, die erste Bank Roms überhaupt und älteste Zentralbank Europas. Weiterhin gilt Papst Paul V. als geistiger Vater des bekannten vatikanischen Geheimarchivs. Ebenso wurde in seinem Auftrag die Fassade von St. Peter erbaut: Die dort über dem Portikus angebrachten Lettern samt seinem Wappen zeugen noch heute an prominenter Stelle von ihm.
Im Übrigen folgte das Pontifikat im Wesentlichen den Vorgaben Clemens’ VIII. Wichtig wurde die Nichtentscheidung Pauls V. im Gnadenstreit (1607), an die sich bis heute alle Nachfolger hielten. Er ließ Ende des Jahres 1620 zur Feier der Schlacht am Weißen Berg eine Prozession abhalten, auf der er zusammenbrach und sich nicht mehr erholte. Am 28. Januar 1621 starb er an den Folgen des Schlaganfalls, den er auf dem Platz vor dem Quirinalspalast erlitt. Sein Nachfolger wurde Gregor XV.

### Verhältnis zu Galilei und zur kopernikanischen Lehre
1611 ernannte Paul V. Galileo Galilei als Mitglied der päpstlichen Accademia dei Lincei und unterstützte seine Entdeckungen. 1616 wies er Kardinal Robert Bellarmin an, Galilei zu verbieten, das heliozentrische Weltbild von Kopernikus als Tatsache zu lehren. Im selben Jahr versicherte Paul V. Galilei, dass er vor Verfolgung zu Lebzeiten des Papstes sicher sei. Bellarmins Bescheinigung erlaubte es Galilei, seine Studien auf der Suche nach Beweisen fortzusetzen und das heliozentrische Modell als theoretisches Instrument zu verwenden.